# 부산바다하프마라톤
부산바다하프마라톤은 부산광역시와 부산일보 공동 주최로 부산 광안대교 일원에서 개최하는 하프마라톤 대회이다.

## 소개
2002년 아시안 게임을 성공적으로 개최하고 세계적인 명물이 될  광안대교의 준공을 기념하기 위해서 부산문화방송과 부산일보가 공동으로 주최한 하프마라톤 대회이다. 2002년 9월 15일 제1회 대회를 개최했다. 2019년 현재 부산광역시와 부산일보가 공동 주최한다.
제18회 대회가 2019년 10월 6일 광안대교 일원에서 '2019 성우하이텍 부산바다마라톤 대회'로 개최한다. 부산바다마라톤은 하프, 10㎞, 5㎞로 나눠 1만 5000명의 달리기 동호인이 출전할 예정이다.
평소에는 도보로 건널 수 없는, 자동차 전용도로인 광안대교를 이 대회에 참가함으로써 직접 횡단하면서 광안대교 주탑을 비롯한 다리 자체의 아름다움뿐만 아니라 다리 위에서 보이는 마린시티 스카이라인, 동백섬, 광안리 해변, 망망대해의 환상적인 절경을 감상할 수 있기 때문에 이 대회는 더욱 유명해졌다.

## 대회 종목 및 코스
- 하프마라톤 코스

부산시립미술관 → 동백섬 → 요트경기장 앞 → 광안대교 상층부 → 동명대학교 앞 반환 → 광안대교 하층부 → 부산시립미술관
- 10km 도로 코스

광안대교 상층부 출발 → 광안리 상층부 진출램프 반환 → 광안리 하층부 진입램프 → 광안대교 하층부 → 부산시립미술관
- 5km 건강달리기 코스

광안대교 상층부 출발 → 광안대교 상층부 반환 → 부산시립미술관